# تطور الطيور

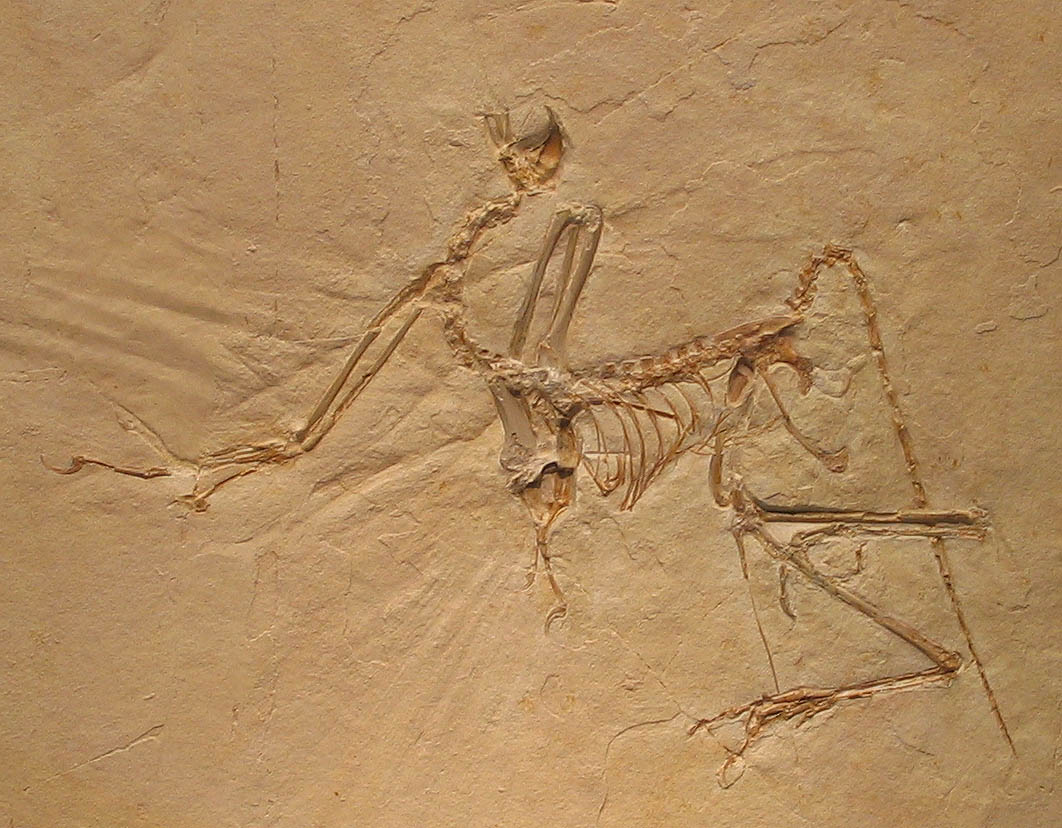
أحفورة طائر أركيوبتركس Archaeopteryx بمتحف ميونيخ للآثار الجيولوجية.

تطور الطيور  (بالإنجليزية: evolution of birds)‏ يعتقد أنه حدث في عصر يورايسك، حيث يعتقد أن أول الطيور تطور عن ديناصور الثيربودا. وتعتبر أول أنواع الطيور من فصيلة آفيس class Aves قد نشأت عن أركيوبتركس (أنظر الصورة) خلال العصر الجوراسي المتأخر (منذ 160 - 145 مليون سنة)، مع أن بعض العلماء لا يعتقد في أن الأركيوبتركس كان يطير.
ويصنف معظم العلماء حاليًا الطيور بأنها نشأت عن الثيروبودا، وهنالك من يعارض وجهة النظر هذه مثل ألان فيدوتشيا عالم تطور الطيور القديمة حيث يرى أن الأدلة تشير إلى أنه تطور من حيوان صغير متسلق على الأشجار وليس من ديناصور ثقيل أصبح له ريش ثم طار بعد ذلك وأن أركيوبتركس مجرد طير ضخم لا يطير وليس حفرية انتقالية بين الديناصورات والطيور.

## تطورالزواحفإلى طيور
في القرون السابقة كانت الزواحف هي الحيوانات المنتشرة في العالم. وكان كثير من تلك الزواحف ذات القوائم الأربع والحراشف مثل التماسيح الأمريكية والسحالي في عصرنا الحالي. ولقد تميز ذلك العصر بكثرة تلك الكائنات، لهذا تم تسمية تلك الحقبة بعصر الزواحف.
وقبل بضعة ملايين من السنين، أخذت تظهر على بعض تلك الكائنات حراشف كانت تشبه الريش إلى حد ما.
وبعد زمن طويل صارت الحراشف التي على الأرجل الأمامية أكثر رقة وأشبه بالريش. وكانت تلك هي الخطوة الأولى نحو نمو الأجنحة العادية. ثم مضت آلاف كثيرة من السنين، وحدثت تغييرات أخرى ببطء زائدة في تلك المجموعة المعينة من الزواحف التي كانت في طريق التحول إلى طيور. وأخيرًا تحولت أرجلها الأمامية إلى أجنحة أكبر وأجود، وصارت عظامها جميعًا أدق وأكثر امتلاءًا بالأكياس الهوائية.

## اقرأ أيضا
- أركيوبتركس
- أورنيثوديرا
- ديناصور ذو ريش
- تيرانوصور
- تربوصور
- تريسراتبس
- اصل الطيور

## هوامش
1. ↑  صفحة عالم تطور الطيور الدكتور آلان فيدوتشيا من جامعة نورث كارولينا نسخة محفوظة 27 أغسطس 2017 على موقع واي باك مشين.
2. ↑  "ماهي أقدم الطيور ؟ - طرق العيش الغذاء بيئتها التربية المنزلية و التكاثر أكبر موضوع شامل". موسوعة عالم الحيوانات مذهلة حيوانات مفترسة و انواع الحيوانات الأليفة عالم الحيوان و حيوان الغابة. 10 يناير 2021. مؤرشف من الأصل في 2021-01-10. اطلع عليه بتاريخ 2021-01-10.

2. موقع عالم الحيوانات - ماهي أقدم الطيور ؟